# Бойшови-Нові
Бойшови-Нові (пол. Bojszowy Nowe, нім. Neu Boischow) — село в Польщі, у гміні Бойшови Берунсько-Лендзінського повіту Сілезького воєводства.
У 1975-1998 роках село належало до Катовицького воєводства.